# 1997年岡比亞國民議會選舉
1997年1月2日，甘比亞在總統選舉三個月後舉行了國民議會選舉。這是自1994年葉海亞·賈梅發動軍事政變以來的首次國民議會選舉，也是根據1996年經公民投票同意而通過的新憲法施行之後所舉行的首次國民議會選舉。
葉海亞·賈梅的愛國調整與建設聯盟贏得了45個選舉席位中的33個。